# Прокопович, Николай Яковлевич
Николай Яковлевич Прокопо́вич  (1810—1857) — поэт, редактор первого 4-томного «Собрания сочинений» Н. В. Гоголя, его многолетний корреспондент и близкий друг, — со времени учёбы в нежинской Гимназии высших наук князя Безбородко.

## Биография
Родился в Оренбурге, в семье начальника пограничной таможни Якова Семёновича Прокоповича. Вскоре после рождения сына отец вышел в отставку и переехал на Украину, в город Нежин, где впоследствии был избран «поветовым маршалом», то есть предводителем дворянства. До десяти лет мальчик воспитывался в семье, а в 1821 году начал учиться в только что открывшейся в Нежине «Гимназии высших наук». Вместе с ним, но в группу на год старше, поступил и Николай Васильевич Гоголь-Яновский.
Прокоповича и Гоголя поселили вместе, и мальчики подружились. Больше всего их сблизила поразившая одно время всю гимназию страсть — к театру. Обсуждались сценки собственного сочинения, репетировались и давались спектакли, изучались пьесы. Прокопович, по воспоминаниям, хотя и уступал по актёрскому дарованию тому же Гоголю или Кукольнику, всё же «преуспевал» в трагических ролях, в то время как Гоголю лучше давались комические.
Гоголь окончил гимназию раньше и уехал «искать счастья» в Петербург с однокашником Данилевским; Прокопович присоединился к ним после окончания в 1829 году гимназии. Какое-то время молодые люди снимали жильё в складчину и пытались устроить свою жизнь. К примеру, разносили по издательствам свои вирши (первое изданное стихотворение Прокоповича называется довольно красноречиво — «Мои мечты»). В этот же период и Гоголь, и Прокопович пробовали начать театральную карьеру, — Прокопович даже поступил в Театральное училище и исполнил несколько немых ролей, но довольно быстро бросил всё и уже следующим летом, в 1832 году, вернулся домой, в Нежин.
Зимой 1832 года Прокопович снова в Петербурге и до 1836 года, не имея постоянного дохода, зарабатывал репетиторством. В 1836 году он получил место преподавателя русской словесности в Первом кадетском корпусе и около того же времени женился, поскольку источники указывают о «неумолимом и постоянно возрастающем гнёте семейных забот, необеспеченного состояния и совершенного неимения досугов». (Жена - Трохнева(?) Мария Никифоровна (1812-1879), дочь Ольга (р. 26.02.1836), дочь Александра (р. 23.02.1837), дочь Екатерина (р. 27.08.1842)).
Писать Н. Я. Прокопович начал рано, ещё в гимназии, пробуя себя во всех родах поэзии, но из-за присущей ему неуверенности печатал свои произведения неохотно; стих у него был «гладкий, и общее направление его поэзии очень симпатично». Прокопович оставил одну повесть в стихах, несколько баллад и сказок, названных его биографом, В. И. Шенком, «остроумными», и ряд мелких стихотворений, особенно удачным из которых тот же Шенк считает стихотворение «Город» («Современник». — СПб., 1838).
Творчество Прокоповича не созрело до самостоятельного и осталось под сильнейшим влиянием Пушкина, Жуковского и других современных ему русских поэтов. Собрание его стихотворений было издано Н. В. Гербелем в 1858 году. В том же году стала известна его переписка с Гоголем.
И. И. Панаев в своих «Воспоминаниях» написал, что Прокопович был «большой чудак и добрейший человек», — перед Гоголем он благоговел и с большой охотой занимался изданием его сочинений.
Умер Николай Яковлевич Прокопович 1 (13) июня 1857 года — «от злой чахотки»; похоронен на Смоленском кладбище в Санкт-Петербурге.

## Отношения с Гоголем
- Писарев дал анализ в своей заметке:

«Прокопович вместе с Гоголем воспитывался в Нежинском лицее, подружился с ним в молодости и остался близок к нему на всю жизнь. Гоголь часто виделся с ним, когда жил в Петербурге, где Прокопович служил после окончания лицейского курса; во время разлуки они вели между собою постоянную переписку, откровенную, товарищескую беседу, которая бросает яркий свет на личность Гоголя как человека. За границею, в Париже, в Риме, Гоголь любил забывать на время свои заботы, душевные волнения и физические болезни, любил переноситься воображением в весёлый кружок прежних товарищей. В письмах своих к Прокоповичу, проникнутых задушевным, тёплым чувством, он часто вспоминает лицейские годы и с искренним участием расспрашивает о своих сверстниках. Гоголь видел в Прокоповиче замечательный творческий талант и в письмах своих часто уговаривает его взяться за перо; в литературных опытах Прокоповича действительно заметны проблески истинного таланта, но талант этот никогда не получил полного развития. Прокопович довольствовался скромной должностью учителя, печатал мало и неохотно и решительно не оправдал тех надежд, которые возлагал на него Гоголь. Опыты его прошли незамеченными, и Прокопович как писатель решительно неизвестен в русской литературе. Зато имя его занимает важное место в биографии Гоголя; он помогал нашему поэту делом и советом; в отсутствие его он заведывал изданием его сочинений; ему поручено было высылать Гоголю деньги за границу; его спокойная весёлость разгоняла при свидании меланхолию Гоголя; в доме Прокоповича собирался кружок нежинских товарищей, и в этом обществе Гоголь был весел, шутил и сочинял на общих знакомых разные песни и куплеты. В разлуке письма Прокоповича поддерживали в Гоголе весёлое расположение духа и служили ему истинной отрадой на чужой стороне. (…) Письма […] показывают нам, как тесны были их отношения. Гоголь с полной откровенностью говорит в них о своих нуждах, о своих планах и надеждах. Впрочем, в этих дружеских отношениях лучшая роль принадлежала не Гоголю. В большей части своих писем, особенно в тех, которые относятся ко времени печатания „Мёртвых душ“, Гоголь требует от Прокоповича разного рода услуг и одолжений; видимо злоупотребляет его дружеской предупредительностью и даже иногда, в случае какой-нибудь неудачи или ошибки Прокоповича, даёт ему почувствовать своё неудовольствие в каком-нибудь косвенном намёке. „Дельною перепискою“ Гоголь называет только такую, в которой дело идет о „Мёртвых душах“ и об издании его сочинений; во всех письмах он говорит о себе, о своих нуждах и только изредка, для приличия, покровительственным тоном убеждает Прокоповича взяться за перо и развивать свой литературный талант. Гоголя в то время занимали чисто практические, промышленные интересы; в письмах, относящихся ко времени издания сочинений, целые страницы наполнены рассуждениями о шрифте, о бумаге, о цене. Более замечательны другие письма Гоголя, в которых он говорит о состоянии своей души, — письма, относящиеся к последующим годам его жизни, проникнутые унынием, болезненной грустью, полным недоверием к собственным силам. (…) Для биографии Прокоповича нет других материалов, кроме переписки его с Гоголем, к тому же сам Прокопович важен для нас только как друг великого поэта…».
- По мнению ряда исследователей[5], Гоголь остался неудовлетворён работой Прокоповича над изданием «Собрания».

### Последнее письмо
- Переписка друзей стала известна благодаря публикациям Н. В. Гербеля в «Современнике» (1858. Т.67, февраль) и «Русском Слове» (1859, № 1). Последнее письмо Гоголя к Прокоповичу со всей полнотой, по мнению Писарева, выражает мрачный настрой гоголевского духа: «Только в дружеском письме могло так полно обнаружиться состояние души нашего поэта. В каждом слове Гоголя видна болезненная внутренняя пустота, неудовольствие на себя и на других; видно, что в Гоголе уже совершился горестный переворот, вследствие которого он вдался в ханжество и отрёкся от лучших своих произведений. Отсюда происходят жалобы его почитателей, которые, конечно, не могли понять его „Переписки с друзьями“, показавшей в нём совершенную перемену основных убеждений»[4]:

Март 29 <1850>. Москва.
На твоё письмо не отвечал, в ожидании лучшего расположения духа. С нового года напали на меня всякого рода недуги. Всё болею и болею; климат допекает; куды убежать от него, ещё не знаю; пока не решился ни на что. Рад, что ты здоров и твое семейство также. По-настоящему следует позабывать свою хандру, когда видишь, что друзья и близкие ещё, слава Богу, здравствуют. Впрочем, и то сказать: надобно знать честь. Мы с тобой, слава Богу, перешли сорок лет и во всё это время ничего не знали, кроме хорошего, тогда как иных вся жизнь — одно страдание. Да будет же прежде всего на устах наших благодарность. Болезни приостановили мои занятия «Мёрт<выми> душам<и>», которые пошли было хорошо. Может быть, болезнь, а может быть, и то, что, как поглядишь, какие глупые настают читатели, какие бестолковые ценители, какое отсутствие вкуса… просто не подымаются руки. Странное дело, хоть и знаешь, что труд твой не для какого-нибудь переходного современной минуты [sic!], а все-таки современное неустройство отнимает нужное для него спокойствие. Уведоми меня о себе. Всё же и в твоей жизни, как дни её, по-видимому, ни похожи один на другой, случится что-нибудь не ежедневное: или прочтётся что-нибудь, или услышится, или сама собой, как подарок с неба, почувствуется такая минута, что хотел бы благодарить за неё долго и быть вечно свежим и новым в своей благодарности. Адресуй по-прежнему: в дом Талызина, на Никитском бульваре. Супругу и деток обними.

Твой весь Н. Гоголь 